# Закон розбавлення Оствальда

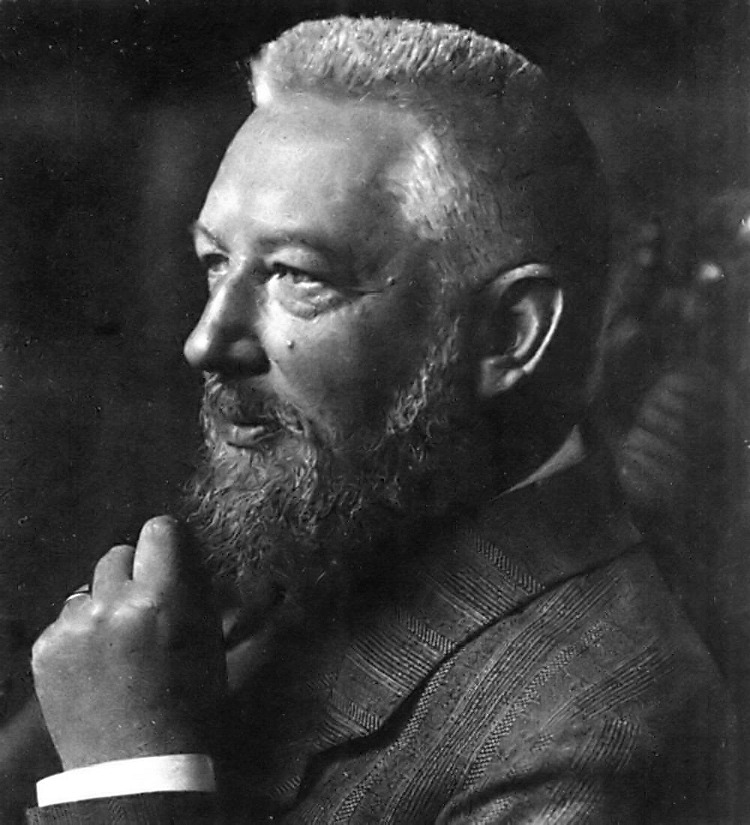
Вільгельм Оствальд

Зако́н розведення О́ствальда — співвідношення, що виражає залежність еквівалентної електропровідності розведеного розчину бінарного слабкого електроліту від концентрації розчину.
{\displaystyle \mathrm {K={\frac {c\lambda ^{2}}{\lambda _{\mathcal {1}}(\lambda _{\mathcal {1}}-\lambda )}}} } {\displaystyle \mathrm {K={\frac {c\alpha ^{2}}{(1-\alpha )}}} }  Якщо ступінь дисоціації нескінченно мала (слабкі електроліти), то записують  {\displaystyle \mathrm {K=c\alpha ^{2}} }
де К — константа дисоціації електроліту, с — концентрація, λ і λ∞ — значення еквівалентної електропровідності відповідно при концентрації c і при нескінченному розведенні. Це співвідношення є наслідком закону діючих мас і рівності
{\displaystyle \mathrm {{\frac {\lambda }{\lambda _{\mathcal {1}}}}=\alpha ,} }
де α — ступінь дисоціації.
Закон розведення був виведений Вільгельмом Оствальдом у 1888 році і ним же підтверджений дослідним шляхом. Експериментальне встановлення правильності закону розведення Оствальда мало велике значення для обґрунтування теорії електролітичної дисоціації.